# Станфорд (Монтана)
Станфорд (англ. Stanford) — крупнейший город и административный центр округа Джудит-Бейсин в штате Монтана в Соединённых Штатах Америки.
Согласно данным переписи населения США 2020 года число жителей города 
составляло 403 человека, что на два человека больше (+ 0.5%), чем было во время предыдущей переписи, проводившейся в 2010 году (401 человек).

## История
Сообщество образовалось с основания Томасом К. Пауэром торгового поста в 1875 году. В 1908 году город переместился примерно на три мили, чтобы оказаться рядом с новой железной дорогой.

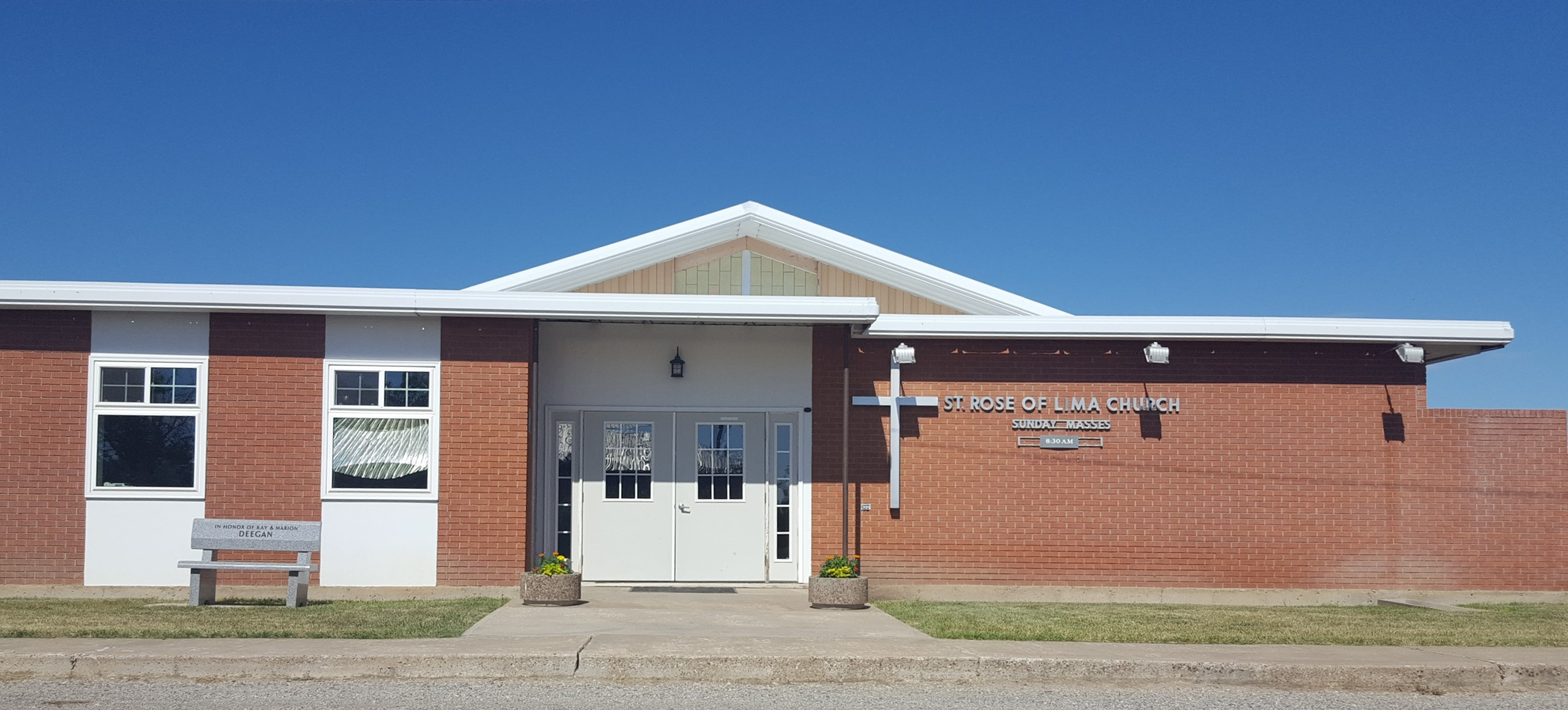
Католическая церковь

Город неоднократно посещал американский художник Чарльз Марион Рассел и на некоторых его картинах можно увидеть город Станфорд.
Расположенный поблизости Государственный парк озера Экли предлагает местным жителям и туристам развлекательные мероприятия, включая рыбалку на несколько видов форели и лосося.
В городе есть детские сады, средняя общеобразовательная школа, библиотека, собственные газета и радиостанция.
Аэропорт Станфорд, находящийся в двух километрах от города, обслуживает небольшие воздушные суда, в основном коммерческие.

## География
Согласно данным Бюро переписи населения США, общая площадь города составляет 0,44 квадратных мили (1,14 км2) и всю эту территорию занимает суша.
Это преимущественно сельскохозяйственный район, где выращивают скот и некоторые зерновые культуры.